# Pietroso
Pietroso (korziško U Petrosu) je naselje in občina v francoskem departmaju Haute-Corse regije - otoka Korzika. Leta 1999 je naselje imelo 287 prebivalcev.

## Geografija
Kraj leži v srednjevzhodnem delu otoka Korzike ob robu naravnega regijskega parka Korzike, 35 km jugovzhodno od Cort.

## Uprava
Občina Pietroso skupaj s sosednjimi občinami Aghione, Antisanti, Casevecchie, Noceta, Rospigliani in Vezzani sestavlja kanton Vezzani s sedežem v Vezzaniju. Kanton je sestavni del okrožja Corte.
1. ↑  »Populations légales 2016«. Nacionalni inštitut za statistične in gospodarske raziskave. Pridobljeno 25. aprila 2019.